# 12223 Hoskin
12223 Hoskin este un asteroid din centura principală de asteroizi.

## Descriere
12223 Hoskin este un asteroid din centura principală de asteroizi. A fost descoperit pe 8 octombrie 1983 la Observatorul Oak Ridge din Harvard, Massachusetts. El prezintă o orbită caracterizată de o semiaxă mare de 3,04 ua, o excentricitate de 0,11 și o înclinație de 10,3° în raport cu ecliptica.